# Hole in My Soul
Hole in My Soul is een nummer van de Amerikaanse rockband Aerosmith uit 1997. Het is de tweede single van hun twaalfde studioalbum Nine Lives.
Het nummer was een van de minder succesvolle singles van het album "Nine Lives". In de Amerikaanse Billboard Hot 100 bereikte het slechts een bescheiden 51e positie, terwijl het nummer het in Nederland met een 17e positie in de Tipparade moest doen.